# Химило Каран
Химило Каран (сомал. Himilo Qaran, дословно — «Национальное видение») — сомалийская политическая партия, основанная в декабре 2018 года. Была сформирована в преддверии выборов в Сомали в 2021 году. Её основателем и фактическим лидером является бывший президент Сомали Шейх Шариф Ахмед. На данный момент партия является оппозиционной.
В октябре 2019 года «Химило Каран» присоединилась к Форуму национальных партий — альянсу сомалийских политических партий, который также возглавляется Шейхом Шарифом Ахмедом.
24 июля 2020 года открылась новая штаб-квартира партии в Могадишо.

## Руководство
По состоянию на май 2021 года.
- Председатель — Сулейман Махмуд Хаши, депутат Федерального парламента Сомали[8].
- Заместители председателя — Исмаил Абдирахман Шейх Башир, Клими Омар Кайсане[8].
- Генеральный секретарь — Юсуф Хусейн Гамадиид[8].
- Председатель ЦК — Шейх Адан Мохамед Нур[8].
- Заместитель председателя ЦК — Ширва Мохамед Махмуд[8].